# Amerikansk bäver
Amerikansk bäver (Castor canadensis) är en stor amfibisk gnagare som lever i Kanada, större delen av USA och delar av norra Mexiko. Arten är nära släkt med den europeiska bävern (Castor fiber) och några zoologer betraktar dessa populationer till och med som en enda art. Å andra sidan är den amerikanska bävern större och dessutom har den bara 40 kromosomer medan den europeiska har 48.
Amerikansk bäver är Kanadas nationaldjur och avbildas på landets femcentsmynt. I vissa regioner betraktas den som skadedjur.

## Utseende och anatomi

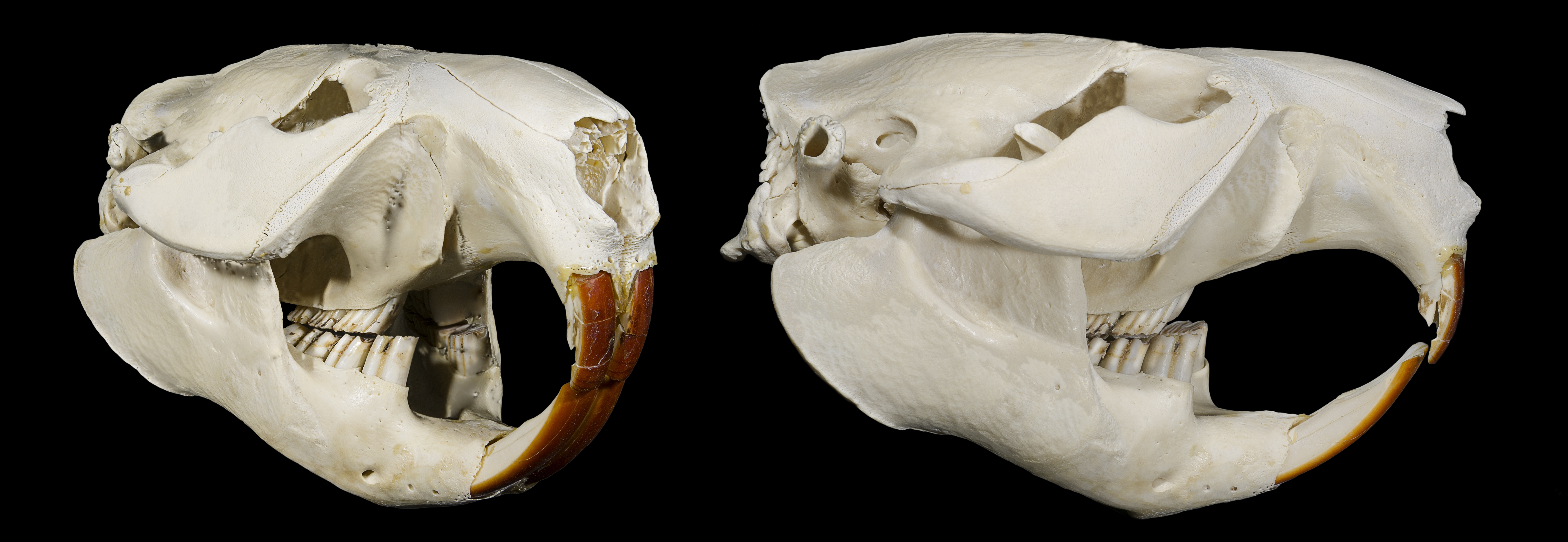
Kranium

Längden på kroppen är mellan 75 och 100 cm, svansen är mellan 25 och 45 cm lång. Mankhöjden varierar mellan 30 och 60 cm och vikten ligger mellan 11 och 30 kilogram.
Den amerikanska bävern har mörkbrun till rödbrun päls, rundat huvud, stor platt svans likt en paddel som är täckt med svart fjäll, och bakfötter med simhud. Framfötterna, som saknar simhud, är mindre och kloförsedda. Den amerikanska bävern är den största gnagaren i Nordamerika.
En doftkörtel vid genitalierna utsöndrar en oljig substans som kallas bävergäll som den stryker på sin päls för att göra den vattentät. Under pälsen har bävern ett tjockt fettlager som skyddar mot vattnets kyla. Ögonen är täckta av ett membran som gör att bävern kan se bra under vattnet. Näsborrar och öron sluts när bävern dyker.

## Utbredning
Djuret förekommer i Kanada, större delen av USA och delar av norra Mexiko. Den saknas i Nordamerika endast i den arktiska tundran, på Floridahalvön och i öknar samt halvöknar i sydvästra USA.
Amerikansk bäver blev 1937 införd i Finland och har där ett större utbredningsområde än den europeiska bävern.
Amerikanska bävrar vandrade sedan från Finland till nordvästra Ryssland. Dessutom introducerades arten på Kamtjatka och Sachalin. Ytterligare en population infördes 1946 på ön Isla Grande de Tierra del Fuego (tillhörande Eldslandet) i södra Argentina och Chile. Ursprungligen frigavs 25 par i Eldslandet och beståndet utgjordes året 2016 av 35 000 till 50 000 exemplar. Enligt en studie från 2011 tillhör även några bävrar i Belgien, Luxemburg och Tyskland arten Castor canadensis.

## Ekologi
Bävrar är nattaktiva djur. De simmar utmärkt, men är mer sårbara på land, och föredrar därför att stanna i vattnet så mycket som möjligt. De kan befinna sig under vattenytan i upp till 15 minuter. För övrigt är beteendet liknande som hos europeisk bäver. Som föda föredrar amerikansk bäver gul näckros (Nuphar lutea). Bävern blir könsmogen vid 3 års ålder. Parningstiden är på våren och dräktigheten varar i 105 dagar. Honan föder upp till 4 ungar.

## Amerikansk bäver och människor

### Som handelsvara
Under tiden då europeiska nybyggare flyttade till Amerika var bäverpäls (till exempel för att framställa huvudbonader) och bävergäll en eftertraktad handelsvara. I vissa år exporterades så mycket som 200 000 bäverpälsar till Europa. Omkring 1900 minskade handeln på grund av ett ändrat mode och en betydande brist på bävrar. Under jaktsäsongen 1975/1976 fångades 500 000 bävrar i Nordamerika för pälsens skull.

### Som skadedjur
Bävern förekommer vanligen i glest bebyggda regioner och där finns inga konflikter med befolkningen. I vissa regioner är bäverns dammbyggnader och djurets vana att gnaga på träd oönskade och där bekämpas den som skadedjur.

### Hot och status
Under 1930-talet infördes de första skyddsåtgärderna i Kanada och i vissa delar blev jakt på amerikansk bäver helt förbjuden. Året 2016 bedömdes populationen i artens ursprungliga utbredningsområde som stabil och jakt förekommer.
Artens bestånd i Nordamerika var fram till andra halvan av 1900-talet hotat på grund av intensiv jakt. I Mexiko finns bara ett fåtal individer kvar och arten räknas där nästan som utrotad. På grund av intensiv jakt är amerikansk bäver utdöd i stora delar av Delaware, i östra Massachusetts och i västra delen av Ohio. Tidvis fanns i 15 av ursprungligen 49 delstater, där bävern var hemmahörande, inga individer kvar.
Året 2016 konstaterades att arten är på väg att återhämta sig på grund av att den blev återinförd i sina gamla revir. IUCN listar arten som livskraftig (LC).